# Rybaki (Lubusz)
Pour les articles homonymes, voir Rybaki.
Rybaki (prononciation : [rɨˈbaki]) est un village polonais de la gmina de Maszewo dans le powiat de Krosno Odrzańskie de la voïvodie de Lubusz dans l'ouest de la Pologne.
Il se situe à environ 4 kilomètres au nord-ouest de Maszewo (siège de la gmina), 17 kilomètres à l'ouest de Krosno Odrzańskie (siège du powiat), 47 kilomètres à l'ouest de Zielona Góra (siège de la diétine régionale) et 77 kilomètres au sud de Gorzów Wielkopolski (capitale de la voïvodie).
Le village comptait approximativement une population de 482 habitants en 2008.

## Histoire
Avant 1945, ce village était sur le territoire de l'Empire allemand dans le Royaume de Prusse dans la province de Brandebourg sous le nom de Schönfeld. (voir Évolution territoriale de la Pologne)
De 1975 à 1998, le village appartenait administrativement à la voïvodie de Zielona Góra.

Depuis 1999, il appartient administrativement à la voïvodie de Lubusz